# 汉葭街道
汉葭街道，是中华人民共和国重庆市彭水苗族土家族自治县下辖的一个乡镇级行政单位。

## 行政区划
汉葭街道下辖以下地区：
鼓楼社区、石嘴社区、文庙社区、渔塘社区、沙沱社区、河堡社区、滨江社区、上塘村、白云村、镇南村、亭子村、白杨村、芦渡湖村、青龙村、北斗村、天台村、过江村、柏香村、弹子村、坝竹村、下塘村、大树村和天池村。